# Вайшнори
Вайшнори (пол. Wajsznory) — село в Польщі, у гміні Кентшин Кентшинського повіту Вармінсько-Мазурського воєводства.
Населення — 89 осіб (2011).
У 1975-1998 роках село належало до Ольштинського воєводства.

## Демографія
Демографічна структура станом на 31 березня 2011 року:
|          | Загалом | Допрацездатний вік | Працездатний вік | Постпрацездатний вік |
| -------- | ------- | ------------------ | ---------------- | -------------------- |
| Чоловіки | 36      | 9                  | 27               | 0                    |
| Жінки    | 53      | 18                 | 27               | 8                    |
| Разом    | 89      | 27                 | 54               | 8                    |